# マヒンドラ・ボレロ
ボレロ (BOLERO) は、マヒンドラ&マヒンドラが製造販売している自動車である。

## 概要
2000年、販売を開始した。
2007年3月、マイナーチェンジを実施した。
2011年9月、マイナーチェンジを実施した。